# Książ Wielki
Książ Wielki ist eine Stadt im Powiat Miechowski der Woiwodschaft Kleinpolen in Polen. Sie ist Sitz der gleichnamigen Stadt-und-Land-Gemeinde mit etwa 5150 Einwohnern.
Książ Wielki liegt ca. 45 km nordöstlich von Krakau an der Landesstraße DK 7.

## Geschichte
Die erste schriftliche Erwähnung von Książ Wielki stammt aus dem Jahr 1120. Im elften und zwölften Jahrhundert soll es als eine hölzerne Wehranlage existiert haben, die mehrfach zerstört wurde. Am Ende des vierzehnten Jahrhunderts erhielt Książ Wielki Stadtrecht nach Magdeburger Recht. 1556 wurde im Rahmen der Reformation eine Synode abgehalten die den Zusammenschluss der polnischen und litauischen Calvinisten zum Thema hatte. 1595 wurde das Schloss errichtet. Das Dorf wurde zweimal zu großen Teilen zerstört, 1655 von schwedischen Truppen im Rahmen des Zweiten Nordischen Kriegs und 1702 bei einem Hochwasser. Nach der dritten Teilung Polens im Jahr 1795 geriet Książ Wielki unter österreichische Herrschaft. Ab 1809 gehörte es zum Herzogtum Warschau und ab 1815, nach dem Wiener Kongress, zum Königreich Polen (Kongresspolen). Nach den Januaraufstand verlor Książ Wielki 1870 sein Stadtrecht. Am 6. September 1939 wurde das Dorf von deutschen Truppen besetzt und am 14. Januar 1944 von der Roten Armee eingenommen.

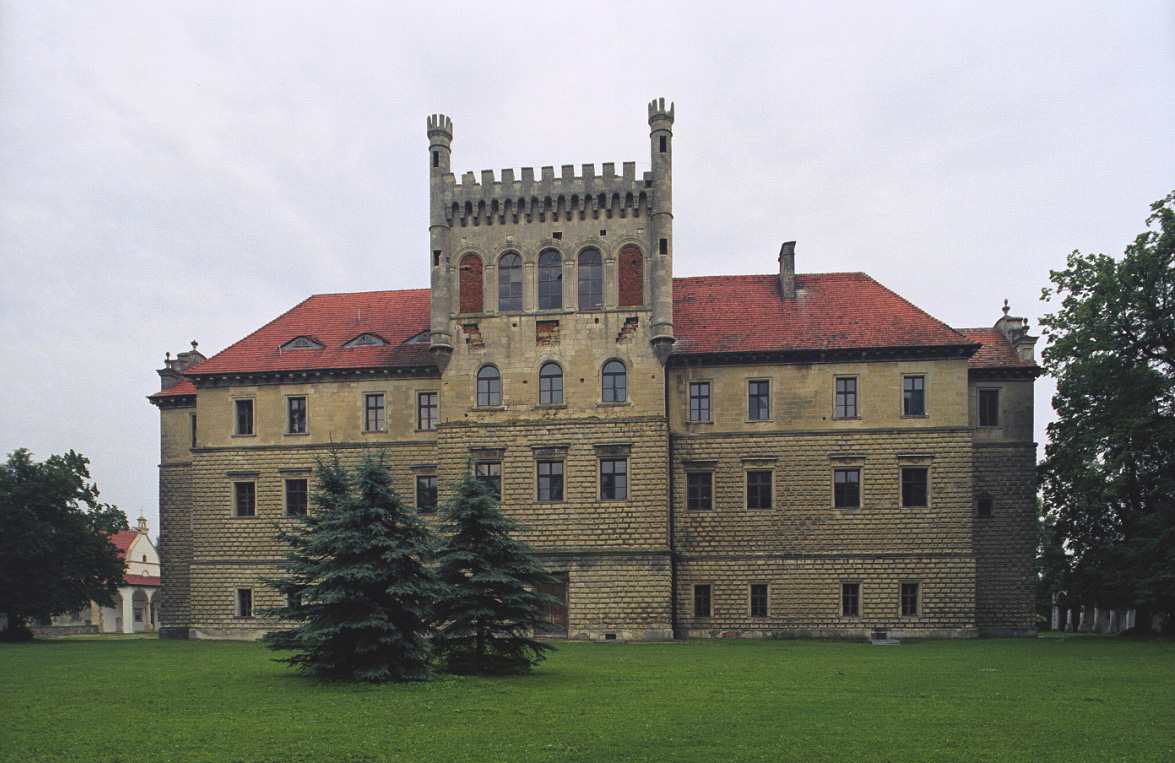
Schloss in Książ Wielki

Im Jahr 1949 wurde das Gymnasium (Liceum ogólnokształcące) im Schloss gegründet.
Von 1975 bis 1998 gehörte das Dorf zur Woiwodschaft Kielce. Zum 1. Januar 2023 wurde Książ Wielki wieder zur Stadt erhoben.

## Gemeinde
Zur Stadt-und-Land-Gemeinde (gmina miejsko-wiejska) Książ Wielki gehören 22 Dörfer mit Schulzenämtern. Sie hat eine Flächenausdehnung von 137,8 km² und verfügt über sieben Schulen.

## Sehenswürdigkeiten
- Kirche St. Adalbert (Św. Wojciech)
- Augustinerkloster mit der Kirche Heilig Geist von 1381 und dem Kloster von 1741 mit Kirchhof und Einfriedung
- Schloss aus dem 16. Jahrhundert[3]

## Persönlichkeiten
- Santi Gucci (um 1530–um 1600), polnisch-italienischer Renaissancearchitekt und Bildhauer
- Jerzy Marcin Ożarowski (1685–1741), Staatsmann und General der Kronarmee
- David Spiro (1901–1970), Rabbiner